# Menekşe ile Halil
Menekşe ile Halil è una serie televisiva in onda su Kanal D. È composto da 36 episodi in onda dal 24 maggio 2008. L'8 marzo 2010 Euro D, ogni week-end, ha iniziato la ritrasmissione degli episodi settimanali.

## Trama
Menekse (Viola) ha 20 anni. È nata ad Urfa e poi con la famiglia si è trasferita in Germania. Halil lavora nella stessa pasticceria di Viola e alla fine questi si innamorano. Menekse è costretta dal padre a sposare un uomo di nome Mustafa in cambio di 25000 €. 
La notte del matrimonio, Mustafa picchia Menekse. La nonna di Menekse le consiglia di volare via a Istanbul con il suo amante Halil. Menekse arriva prima di Halil. E più tardi arriva anche lui ad Istanbul dopo essere stato inseguito dai fratelli di Menekse. Ad Istanbul Halil riesce a trovare Menekse, ma lei si trova su un autobus. Così Halil rincorre l'autobus e urla il suo nome. Alla fine Menekse chiede di fermare l'autobus e si abbracciano. Il padre di Menekse è uno psicopatico e dopo aver scoperto che è scappata la vuole uccidere. Così manda suo figlio Kadir e il marito di Menekse (Mustafa) ad Istanbul per cercarli. I due amanti affronteranno molti problemi. Ma alla fine del dramma i genitori li trovano e sono d'accordo che lei possa sposare Halil. I problemi saranno dietro l'angolo e quando tutto sembra andare per il verso giusto, Mustafa tornerà e metterà a segno la sua vendetta, ucciderà Halil e a sua volta verrà ucciso. La serie si conclude con il funerale dei due, con Halil al fianco di Menekse. Lei, negli ultimi minuti della serie, ricorderà il passato con Halil, incinta del suo grande amore.